# Nagy Ervin (építész)
Nagy Ervin (Budapest, 1950. június 11. –) a Nemzet Művésze címmel kitüntetett, Kossuth-díjas magyar építész.

## Életpályája
Szülei: Nagy Ervin és Saáry Mária. Tanulmányait a Budapesti Műszaki és Gazdaságtudományi Egyetemen, valamint a Magyar Építészek Szövetségének Mesteriskolájában végezte el. 1983-ban Makovecz Imrével és Koppány Zoltánnal megalakították a Makona Gmk-t. 1989-1990 között a VBB építészetirodában dolgozott. 1989-2004 között Balatonakarattya főépítésze volt. 1990-ben megalakította a Kupola Építészirodát. 2001 óta XII. kerületének főépítésze. 2005 óta a Magyar Művészeti Akadémia tagja.

## Művei
- Patikaház, Sárospatak (1982) (Kravár Ágnessel)
- Faluház, Ceglédpuszta (1984-1986)
- Könyvtárpavilon, Letenye (1985-1987)
- Faluház, Somogysámson (1986-1988)
- Hattyúház, Batthyány utca (1987-1998)
- Garvics Étterem, Ürömi utca (1987-1988)
- Winter-ház, Eötvös utca (1988-1990)
- Holland Rt. irodaháza, Meredek utca (1989-1990)
- Csokonai Közösségi Ház, Csurgó (1993-1997)
- Moser-ház, Leányfalu (1997-2000)
- Kozek-ház, Verecke lépcső (2007)

## Díjai
- Magyar Művészetért díj (2003)
- A Magyar Művészeti Akadémia Aranyérme (2004)
- Alternatív Kossuth-díj (2006)
- A Magyar Érdemrend lovagkeresztje (2014)
- Kossuth-díj (2016)
- A Nemzet Művésze (2020)[1]